# Otto von Guericke

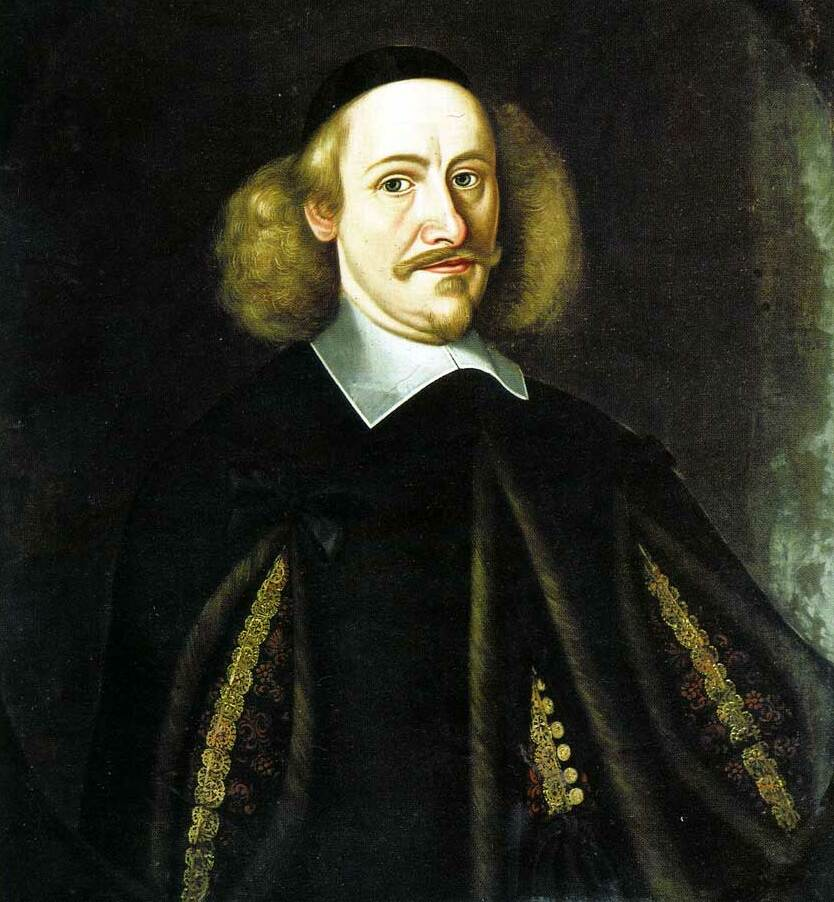
Otto von Guericke

Otto von Guericke (viết theo đầu tiên Gericke) [ˈgeːʁɪkə] (20 tháng 11 năm 1602 – 11 tháng 5 năm 1686 (lịch Julia); 30 tháng 11 năm 1602 – 21 tháng 5 năm 1686 (lịch Gregoria)) là một nhà khoa học, nhà phát minh và là nhà chính trị người Đức. Thành tựu khoa học chính của ông là việc thiết lập vật lý học chân không.

## Tiểu sử
Guericke được sinh ra tại Magdeburg, Đức. Ông đã là thị trưởng của Magdeburg từ năm 1646 đến năm 1676. Ông đã là một người rất ưu tú và đã được nhà vua hiệp sĩ.

## Các tài liệu
(Tất cả các cuốn sách này bằng tiếng Đức)
- Die Welt im leeren Raum.
  - Otto von Guericke 1602-1686., Ausstellungskatalog, 2002.,
  - ISBN 3-422-06374-9
- Otto von Guericke.
  - Schneider, Ditmar: Ein Leben für die Alte Stadt Magdeburg. 2002,
  - ISBN 3-519-25153-1
- Neue 'Magdeburgische' Versuche über den leeren Raum 
  - Otto von Guericke,
  - Reihe Ostwalds Klassiker, Bd. 59: Übersetzung von Guerickes "Experimenta nova Magdeburgica de vacuo spatio", 1672. (Magdeburger Halbkugeln) 1996,
  - ISBN 3-8171-3059-7
- Guericke, Otto von: Gesamtausgabe, 24 Bde.
  - Bd.2/1/1 Guericke, Otto von: Otto von Guerickes Neue (so genannte) Magdeburger Versuche über den leeren Raum. Ottonis de Guericke Experimenta Nova (ut vocantur) Magdeburgica de Vacuo Spatio. Faksimile d. latein. Ausg., 1672. 2002.
  - ISBN 3-89923-015-9,